# Pteronymia primula
Pteronymia primula är en fjärilsart som beskrevs av Bates 1862. Pteronymia primula ingår i släktet Pteronymia och familjen praktfjärilar. Inga underarter finns listade.

## Bildgalleri

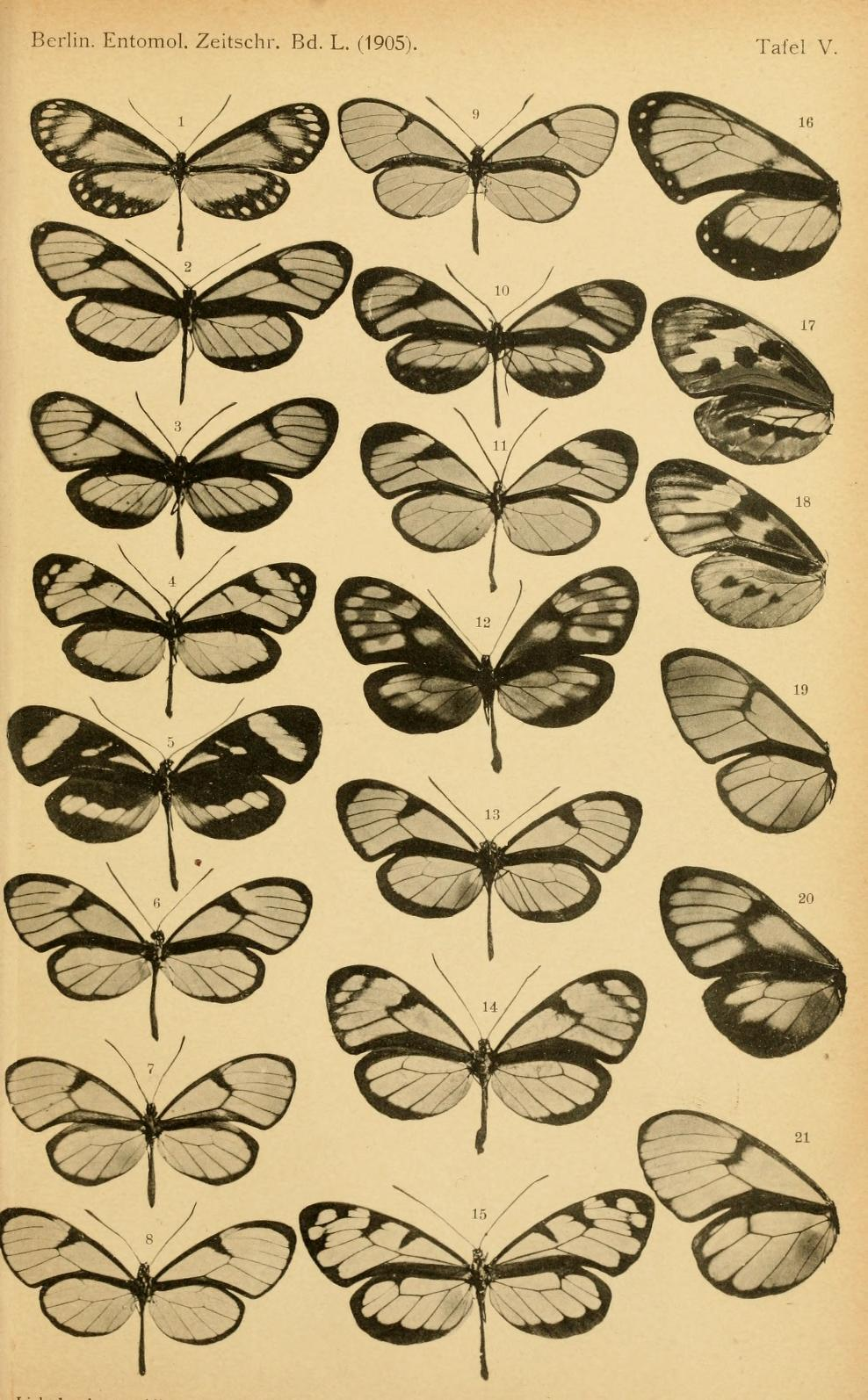